# Tapintás
A tapintás, latinul tactus, újabban, főleg a szakszövegekben bőrérzékletek, az érzékelés egyik módja. A mechanikai receptorok és a mélyérzékelés integrálásával aktívan észleli az egyes objektumok nagyságát, súlyát, felszínét, kontúrjait, és a többi hasonlót. Az érzékletek összessége információt tartalmazza a mechanikai tulajdonságok, a hő és a fájdalom érzetét. Sokszor nem is egy, hanem több érzéknek veszik. Az ezekkel foglalkozó tudományág a haptika.
Az audiovizuális mintájára úgy nevezzük a tapintható dolgokat, mint a vakok írását, hogy taktilis.

## Felosztása
Az ide tartozó alérzékletek:
- a szűkebb értelemben vett tapintás, érintés, a felszín érzékelése
- mélyérzékelés, propriocepció
- hőérzékelés
- fájdalomérzékelés

Tapintás közben a mozgatókéreg mindig aktív: a passzív érzékelési módokkal szemben érintettnek látszik. Lederman & Klatzky (1987) a következő felfedező mozgásokat azonosították:
- a felszín végigsimítása
- nyomás
- körülfogás
- kontúrok követése

### Alérzékletek
nyomás Merkel-sejtek, Ruffini-testek, intenzitásdetektorok lassú
érintés Meissner-testek, sebességdetektorok gyors
vibráció Vater-Pacini-testek, gyorsulásdetektorok nagyon gyors
fájdalom szabad idegvégződések gyors és lassú, nem adaptálódik
hőmérséklet hideg- és melegreceptorok 20 és 40 Celsius-fok között adaptálódik

#### Nyomás, érintés, vibráció
Emlősöknél ezek érzékelését a mechanoreceptorok teszik lehetővé. Ezek közé tartoznak a Merkel-sejtek, a Ruffini-, a Meissner- és a Vater-Pacini-testek.
Zavaraikat az idegpályák károsodása, a központi idegrendszer idegpályáinak sérülése vagy a hiányos szenzoros integráció okozhatja. Lehet az érzékenység fokozott (hiperesztézia), lehet csökkent (hipoesztézia), zavart (paresztézia) vagy hiányozhat (anesztézia).
Míg a hő- és a fájdalomérzékelés főként a szervezet védelmét szolgálja, ezért gyorsnak kell lenniük, addig a nyomás, az érintés és a vibráció észlelése térben differenciáltabb, ezért több időbe telik. A tapintást tehát fel lehet osztani két részre: a gyors első benyomásra, (veszélyben van- e a szervezet) és a második, lassabb, differenciáltabb érzékelésre.
Közel áll hozzájuk az egyensúlyérzékelés, ami a testhelyzet változását, és a forgást észleli, valamint a mélyérzékelés (propriopercepció).

#### Hőérzékelés
Érzetminőség szerint különbséget tesznek hideg - és melegérzékelés között. Ezek egyrészt a hőmérséklet szabályozását teszik lehetővé (védelmet a kihűlés és a túlhevülés ellen), másrészt a helyi hatások közül az extrém hőfok (megégés, megfagyás) elkerülését.

##### Receptortípusok
Szabad idegvégződések és Krause-testek érzékelik a hőt. Külön hideg- és melegreceptorok vannak. Az emberen tízszer annyi hidegreceptor van, mint melegérző sejt, és az előbbiek gyorsabbak is az utóbbiaknál. A különböző testrészeken különböző a sűrűségük.
A hidegreceptorok a felszínhez közel helyezkednek el. A tőlük származó információt mielinizált idegszálak vezetik tovább. Rendszerint az 5-43 °C tartományban működnek, és fájdalmat 17 °C alatt jeleznek.
A melegreceptorok mélyen fekszenek; a melegről származó információt mielinhüvely nélküli idegszálak szállítják tovább. Rendszerint a 30-48 °C tartományban működnek, és fájdalmat 44 °C felett jeleznek.

##### Központi adaptáció
Az állandó hőmérséklet érzékelése fokozatosan csökken.
Bár az érzéksejtek továbbra is küldik az információt, a központi idegrendszerben adaptálódás megy végbe. Közepes hőmérsékleten ugyanis nem következik be kihűlés vagy túlhevülés a hőmérséklet megváltozása nélkül. Ez könnyen vizsgálható egy kád meleg vízzel.

##### Állatok
Sok állatnak sokkal jobb a hőérzékelése, mint az emberé.
A gödörkés arcú viperák, mint például a csörgőkígyó a szemük és az orruk közötti gödörkéiben egy nagyon pontos hőérző szerv helyezkedik el, ami igazából a hősugárzást méri. Ez lehetővé teszi, hogy a kígyó éjjel is tudja, hogy hol vannak zsákmányállatok.
A homoki ásótyúk (Leipoa ocellata) hőszenzorai kitűnőek, a csőrével ellenőrzi a hőmérsékletet a költődombban. A madár ugyanis nem maga kotlik a tojásokon, hanem különféle szerves anyagokból költődombot hord össze. A domb belsejében állandó 33 °C -nak kell lennie. A domb növelésével, csökkentésével és szellőztetéssel tudja szabályozni a hőmérsékletet.

#### Fájdalomérzékelés
A fájdalom összetett érzet, gyakran erős pszichés komponensekkel. A legegyszerűbb esetben a fájdalomreceptoroktól speciális idegpályákon keresztül a talamuszon át jut a központi idegrendszerbe.
A fájdalomreceptorok reagálnak
- a szélsőséges hőmérsékletre: a forróságra és a nagy hidegre
- mechanikai ingerekre
- vegyi ingerekre

A szövet sérülésével ATP molekulák, hidrogén- és káliumionok, oxigéngyökök, és arakhidonsav szabadulnak fel. Ennek hatására különböző anyagok alakulnak át, és ingerlik a szabad idegvégződéseket. Ezáltal kiváltódik a neurogén reflex, az érzéksejtek növekedési faktorokat bocsátanak ki. Ennek következtében egyre több és egyre érzékenyebb szabad idegvégződés lesz, így a fájdalomérzet nem adaptálódik, hanem a tartós fájdalom fokozódik.
A fájdalomérzetet gyors és lassú idegpályák is továbbvezetik. A lassabb pályák által közvetített érzet diffúz (például valahol az alsó combban). A gerincvelői reflexek menekülő mozdulatokat váltanak ki  A tudatos érzetet kialakító információk az elülső részben haladnak az agy felé. A tudatos fájdalomérzékelés és a pontos lokalizáció tanult folyamat.

## Emlősök
Az emlősök tapintása a bőr vagy a nyálkahártya különböző mechanoreceptoraival vagy a tapintószőrökkel érzékeli a környezet mechanikai változásait. A tapintási információk lehetővé teszik az agy számára, hogy lokalizálja és értékelje az érintést, a nyomást, a hőmérsékletet. Az ember kapacitása 1 millió bit/másodperc.
A különböző érzéktípusokat különböző sebességű idegsejtek vezetik tovább. A különböző kapcsolatok kiszűrik a felesleges információkat, ember esetén például a ruházatról. Ezek a felesleges információk túlterhelhetnék a rendszert.

### Folyamata
Az adaptálódás a válaszok gyakoriságának csökkenését jelenti egy bizonyos ingerre. A receptorok a mechanikai ingert elektromos jellé alakítja át, amiket a hozzákapcsolódó idegszálak vezetik tovább. Az információt a frekvencia kódolja.
Egy gyorsan adaptálódó receptor sokkal inkább a változásokra reagál, mint az állandó ingerre. Így észlelhető egy inger dinamikai minősége, azaz időbeli változása. Ez például a tárgyak megtapintásában és a mozgásérzékelésben fontos.
Egy lassan adaptálódó receptor inkább magára az ingerre reagál, mint annak a megváltozására. Ez például fogáskor fontos.
A mechanoreceptoroknak alacsony az ingerküszöbe, így már a gyenge ingereket is élvezik. Az idegfonalak mielinizáltak, azaz mielinhüvely veszi körül őket, ami nagyban meggyorsítja az információáramlást. A fájdalmat vagy a hőt érzékelő receptorok információit ellenben rendszerint kevéssé mielinizált idegfonalak szállítják.
A receptorok egyenetlenül oszlanak el a testen. Emberen a nyelv hegyén és az ujjbegyeken sűrű 1-5 mm, a háton több, mint 60 mm is lehet.
Az emlősök számára a tapintás lehetővé teszi, hogy reagáljanak a veszélyre.
Szigorúan véve nem egy, hanem több tapintási rendszer létezik. A nyomásról, a vibrációról és az érintésről szóló információkat a gerincvelő megfelelő oldali hátsó része szállítja az agyba, míg a fájdalom és a hőmérséklet adatai az ellenkező oldalon futnak a gerincvelő Tractus spinothalamicusában az agyig. A nagyagyban a tapintási információkat a somatosensoricus kéreg dolgozza fel és tudatosítja.
A majmok elsődleges és másodlagos somatosensoricus kérgében találtak neuronokat, amik
- tüzelnek, ha a majom megérint valamit, és nem tüzelnek, ha a majmot megérintik
- tüzelnek, ha a majom tapogatás közben figyel, és nem tüzelnek, ha nem figyel
- tüzelnek, ha a majom egy szögletes tárgyat fog meg, és nem tüzelnek, ha kerek tárgyat fog

## Halak
A halak oldalvonala távolsági tapintószervként működik. Ennek az érzéksejtjei sorokban helyezkednek el a bőrcsatornácskákban. A fejnél kezdődnek, és oldalt folytatódnak a törzsön. A csatornák belsejében levő érzéksejtek pórusokon keresztül érintkeznek a vízzel. Reagálnak a víz nyomásának megváltozására, és informálják a halat a víz sebességéről és irányáról.

## Lásd még
- A tapintás érzékenysége és pontossága